# 旧制中等教育学校の一覧 (日本統治時代の台湾)
学制改革前（第二次世界大戦前）の台湾内での旧学制の中等教育学校の一覧である。

## 台北州

### 旧制中学校

#### 官立
- 台湾総督府台北高等学校尋常科 → 廃止

#### 公立
- （官立）台湾総督府国語学校第四附属学校増設尋常中等科 → 台湾総督府国語学校第二附属学校中学科 → 台湾総督府国語学校中学部 → 台湾総督府中学校 → 台湾総督府台北中学校 → （台北州に移管）台北州立台北中学校 → 台北州立台北第一中学校 → 台湾省立台北建国中学 → 台北市立建国高級中学（建国中学・建中）
- 台北州立台北第二中学校 → 台湾省立台北成功中学 → 台北市立成功高級中学（成功高中）
- 台北州立台北第三中学校 → 台湾省立台北和平中学 → 台湾省立師範学院附属中学 → 国立台湾師範大学附属高級中学（師大附中）
- 台北州立台北第四中学校 → （建国中学と合併）
- 台北州立基隆中学校 → 台湾省立基隆中学 → 台湾省立基隆高級中学 → 国立基隆高級中学（中国語版）（基隆高中・基中）
- 台北州立宜蘭中学校 → 台湾省立宜蘭中学 → 台湾省立宜蘭高級中学 → 国立宜蘭高級中学（宜蘭高中・宜中）
- 私立台北国民中学 → 私立台北国民中学校 → 私立大同中学 → （台北市に移管）台北市立大同中学 → 台北市立大同国民中学 → 台北市立大同高級中学（市立大同高中・市大同）

#### 私立
- 私立台湾佛教中学林 → 私立曹洞宗中学林 → 私立台北中学 → 私立台北中学校 → 台湾市立泰北中学 → 台北市私立泰北高級中学（泰北高中）
- 私立国学院 → （私立曹洞宗中学林に吸収合併）
- 私立臨済宗鎮南中学林 → （私立台湾佛教中学林に吸収合併）
- 牛津学堂 → 淡水中学校 → 私立淡水中学 → 私立淡水中学校 → 私立淡水中学 →（私立純徳女子中学と合併） 私立淡江高級中学 → 台北県私立淡江高級中学 → 新北市私立淡江高級中学（中国語版）（淡江高中）

### 高等女学校

#### 公立
- （官立）台湾総督府国語学校第三附属高等女学校 → 台湾総督府中学校附設高等女学校 → 台湾総督府台北高等女学校 → （台北州に移管）台北州立台北第一高等女学校 →（台北第二高等女学校・台北第四高等女学校と合併）台湾省立台北第一女子中学 →  台北市立第一女子高級中学（北一女）
- 台北州立台北第二高等女学校（中国語版） →（台北第一高等女学校・台北第四高等女学校と合併）
- （官立）台湾総督府国語学校第一附属学校女子分教場 → 台湾総督府国語学校第二附属学校 → 台湾総督府国語学校附属女学校 → 台湾公立台北女子高等普通学校 → （台北州に移管）台北州立台北女子高等普通学校 → 台北州立台北第三高等女学校 → 台湾省立台北第二女子中学 → 台北市立中山女子高級中学（中山女中）
- 台北州立台北第四高等女学校 → （台北第一高等女学校・台北第二高等女学校と合併）
- 台北州立基隆高等女学校 → 台湾省立基隆女子中学 → 台湾省立基隆女子高級中学 → 国立基隆女子高級中学（基隆女中・基女）
- 台北州立蘭陽高等女学校 → 台湾省立蘭陽女子中学 → 台湾省立蘭陽女子高級中学 → 国立蘭陽女子高級中学（蘭陽女中・蘭女）

#### 私立
- 淡水女学堂 → 淡水女学院 → 私立淡水高等女学校 → 私立純徳女子中学（私立淡水中学と合併）
- 静修高等女学校 → 私立静修女子中学 → 私立静修女子高級中学（静修女中）

### 実業学校

#### 公立
- （官立）台湾総督府商業学校 → （台北州に移管）台北州立商業学校 → 台北州立台北商業学校 → 台湾省立台北第一商業学校 →（台北第二商業学校と合併） 台湾省立台北商業学校 → 台北市立高級商業職業学校 → 台北市立商業專科学校 → 国立台北商業專科学校 → 国立台北商業技術学院 → 国立台北商業大学
- 台北州立台北第二商業学校 → 台湾省立台北第二商業学校 →（台北第一商業学校と合併）
- （官立）民政学部工業講習所 → 台湾総督府工業講習所 → 台湾公立台北工業学校 → 台湾総督府工業学校 → （台北州に移管）台北州立台北第一工業学校 →（台北第二工業学校と合併） 台北州立台北工業学校 → 台湾省立台北工業職業学校 → 台湾省立台北工業專科学校 → 国立台北工業專科学校 → 国立台北技術学院 → 国立台北科技大学（北科大）
- 台北州立台北第二工業学校 →（台北第一工業学校と合併）
- （官立）台湾総督府立水産講習所 → （台北州に移管）台北州立基隆水産学校 → 台湾省立基隆水産学校 → 台湾省立基隆高級水産学校 → 台湾省立基隆高級海事職業学校 → 国立基隆高級海事職業学校（基隆海事、zh）
- 台北市立家政女学校 → 台北市立初級女子商科職業学校 → 台北市立女子初級中学 → 台北市立女子中学 → 台北市立金華女子国民中学（以降、日本の中学校相当） → 台北市立金華国民中学（金華国中、zh）

#### 私立
- 東洋協会開南商工学校→ 台湾商工学校→　戦後台商の卒業生が開南高級商工職業学校として再建→開南商工学院→開南管理学院→開南大学

### その他
- 台北中学会

## 新竹州

### 旧制中学校
- 新竹州立新竹中学校 → 台湾省立新竹中学 → 台湾省立新竹高級中学 → 国立新竹高級中学（新竹高中・竹中）

### 高等女学校
- 新竹州立新竹高等女学校 → 台湾省立新竹女子中学 → 台湾省立新竹女子高級中学 → 国立新竹女子高級中学（新竹女中・竹女、zh）

### 実業学校
- 新竹州立新竹商業学校 → 台湾省立新竹商業職業学校 → 台湾省立新竹高級商業職業学校 → 国立新竹高級商業職業学校（新竹高商・竹商、zh）
- 新竹州立新竹工業学校 → 台湾省立新竹工業職業学校 → 台湾省立新竹高級工業職業学校 → 国立新竹高級工業職業学校（新竹高工、zh）
- 新竹州立新竹農業学校 → 新竹州立苗栗農業学校 → 台湾省立苗栗農業職業学校 → 台湾省立苗栗高級農工職業学校 → 国立苗栗高級農工職業学校（苗栗農工、zh）
- 新竹州立桃園農業学校 → 台湾省立桃園農業職業学校 → 台湾省立桃園農業職業示範学校 → 台湾省立桃園高級農工職業学校 → 国立桃園高級農工職業学校（桃園農工、zh）

## 台中州

### 旧制中学校
- 台湾公立台中中学校 → 台湾公立台中高等普通学校 → 台中州立台中中学校 → 台中州立台中第一中学校 → 台湾省立台中第一中学 → 台湾省立台中第一高級中学 → 国立台中第一高級中学 → 台中第一高級中学 → 台中市立台中第一高級中等学校（台中一中・中一中）
- 台中州立台中第二中学校 → 台湾省立台中第二中学 → 台湾省立台中第二高級中学 → 国立台中第二高級中学 → 台中市立台中第二高級中等学校（台中二中・中二中）
- 台中州立彰化中学校 → 台湾省立彰化中学 → 台湾省立彰化高級中学 → 国立彰化高級中学（彰化高中・彰中、zh）

### 高等女学校
- 台湾公立台中高等女学校 → 台中州立台中高等女学校 → 台中州立第一高等女学校 → 台湾省立台中第一高等女学校 → 台湾省立台中女子中学 → 台湾省立台中女子高級中学 → 国立台中女子高級中学 → 台中市立台中女子高級中等学校（台中女中・中女、zh）
- 台中州立第二高等女学校 → （台中州立台中第二中学校と合併）
- 台湾公立彰化女子高等普通学校 → 台中州立彰化女子高等普通学校 → 台中州立彰化高等女学校 → 台湾省立彰化女子中学 → 台湾省立彰化女子高級中学 → 国立彰化女子高級中学（彰化女中・彰女、zh）

### 実業学校
- 台湾公立台中商業学校 → 台中州立台中商業学校 → 台湾省立台中商業職業学校 → 台湾省立台中商業専科学校 → 国立台中商業専科学校 → 国立台中技術学院 → 国立台中科技大学（台中科大）
- 台中州立彰化商業学校 → 台湾省立彰化商業職業学校 → 台湾省立彰化高級商業職業学校 → 国立彰化高級商業職業学校（彰化高商、zh）
- 台中州立台中工業学校 → 台湾省立台中工業職業学校 → 台湾省立台中高級工業職業学校 → 国立台中高級工業職業学校（台中高工・中工、zh）
- 台中州立彰化工科学校 → 台中州立彰化工業学校 → 台湾省立彰化工業職業学校 → 台湾省立彰化高級工業職業学校 → 国立台湾教育学院附属高級工業職業学校 → 国立彰化師範大学附属高級工業職業学校（彰師附工、zh）
- 台中州立員林農業学校 → 台湾省立員林農業職業学校 → 台湾省立員林高級農業職業学校 → 台湾省立員林高級農工職業学校 → 国立員林高級農工職業学校（員林高農、zh）

## 台南州

### 旧制中学校

#### 公立
- （官立）台湾総督府台南中学校 → （台南州に移管）台南州立台南第一中学校 → 台湾省立台南第二中学 → 国立台南第二高級中学（台南二中・南二中）
- 台南州立台南第二中学校 → 台湾省立台南第一中学 → 国立台南第一高級中学（台南一中・南一中）
- 台南州立嘉義中学校 → 台湾省立嘉義中学 → 台湾省立嘉義高級中学 → 国立嘉義高級中学（嘉義高中・嘉中）

#### 私立
- 長老教会中学 → 長栄中学校 → 私立台南長老教会高等普通学校 → 長老教中学校 → 私立長栄中学校 → 私立長栄中学 → 台南市立長栄高級中学（長栄中学・長中、zh）

### 高等女学校

#### 公立
- （官立）台湾総督府高等女学校分校 → 台湾総督府台南高等女学校 → （台南州に移管）台南州立第一高等女学校 → （台南州立第二高等女学校と合併） 台湾省立台南女子中学 → 台湾省立台南女子高級中学 → 国立台南女子高級中学（台南女中・南女）
- 台南州立第二高等女学校 → （台南州立第一高等女学校と合併）
- 台南州立嘉義高等女学校 → 台湾省立嘉義女子中学 → 台湾省立嘉義女子高級中学 → 国立嘉義女子高級中学（嘉義女中・嘉女、zh）
- 台南州立虎尾高等女学校 → 台湾省立虎尾女子中学 →（台湾省立虎尾中学（1946年創立）と合併） 台湾省立虎尾高級中学 → 国立虎尾高級中学（虎尾高中zh）

#### 私立
- 台南長老教女学 → 私立新縷女学校 → 私立長老教女学校 → 私立長栄高等女学校 → 私立長栄女子中学 → 台南市私立長栄女子高級中学（長栄女中、zh）

### 実業学校
- 台湾公立嘉義農林学校 → 台南州立嘉義農林学校 → 台湾省立嘉義農業職業学校 → 台湾省立嘉義農業専科学校 → 国立嘉義農業専科学校 → 国立嘉義技術学院 →（国立嘉義師範学院と合併） 国立嘉義大学（嘉大）
- 台南州立嘉義商業学校 → 台湾省立嘉義工業職業学校 → 台湾省立嘉義高級工業職業学校 → 国立嘉義高級工業職業学校（嘉義高工、zh）

- 台南州立台南工業学校 → 台湾省立台南工業職業学校 → 台湾省立台南高級工業職業学校 → 国立台南高級工業職業学校（台南高工zh）

## 高雄州

### 旧制中学校
- 高雄州立高雄中学校 → 高雄州立高雄第一中学校 → 台湾省立高雄第一中学 →（高雄第二中学と合併）台湾省立高雄中学 → 台湾省立高雄高級中学 → 高雄市立高雄高級中学（高雄中学・雄中、zh）
- 高雄州立高雄第二中学校 → 台湾省立高雄第二中学 →（高雄第一中学と合併）
- 高雄州立屏東中学校 → 台湾省立屏東中学 → 台湾省立屏東高級中学 → 国立屏東高級中学（屏東高中・屏中、zh）

### 高等女学校
- 高雄州立高雄高等女学校 → 高雄州立高雄第一高等女学校 → 台湾省立高雄第一女子中学 →（高雄第二女子中学と合併）台湾省立高雄女子中学 → 台湾省立高雄女子高級中学 → 高雄市立高雄女子高級中学（高雄女中・雄女、zh）
- 高雄州立高雄第二高等女学校 → 台湾省立高雄第二女子中学 →（高雄第一女子中学と合併）
- 高雄州立屏東高等女学校 → 台湾省立屏東女子中学 → 台湾省立屏東女子高級中学 → 国立屏東女子高級中学（屏東女中・屏女、zh）

## 花蓮港庁

### 旧制中学校
- 花蓮港中学校 → （庁に移管）花蓮港庁立花蓮港中学校 → 台湾省立花蓮港中学 → 台湾省立花蓮中学 → 台湾省立花蓮高級中学 → 国立花蓮高級中学（花蓮高中・花中、zh）

### 高等女学校
- 花蓮港高等女学校 → 花蓮港庁立花蓮港高等女学校 → 台湾省立花蓮女子中学 → 台湾省立花蓮女子高級中学 → 国立花蓮女子高級中学（花蓮女中・花女、zh）

### 実業学校
- 花蓮港庁立花蓮港工業学校 → 台湾省立花蓮初級工業職業学校 → 台湾省立花蓮高級工業職業学校 → 国立花蓮高級工業職業学校（花蓮高工、zh）
- 花蓮港簡易農学校 → 花蓮港庁立花蓮港農林学校 → 台湾省立花蓮農業職業学校 → 台湾省立花蓮高級農業職業学校 → 国立花蓮高級農業職業学校（花蓮高商、zh）

## 台東庁

### 旧制中学校
- 台東庁立台東中学校 → 台湾省立台東中学 → 台湾省立台東高級中学 → 国立台東高級中学（台東高中・東中、zh）

### 高等女学校
- 台東庁立台東高等女学校 → 台湾省立台東女子中学 → 台湾省立台東女子高級中学 → 国立台東女子高級中学（台東女中・東女、zh）

## 澎湖庁

### 高等女学校
- 澎湖庁立馬公高等女学校 → 台湾省立馬公中学 → 台湾省立馬公高級中学 → 国立馬公高級中学（馬公高中、zh）